# False Brinelling

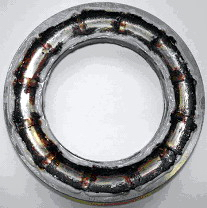
Durch False-Brinelling geschädigtes Lager

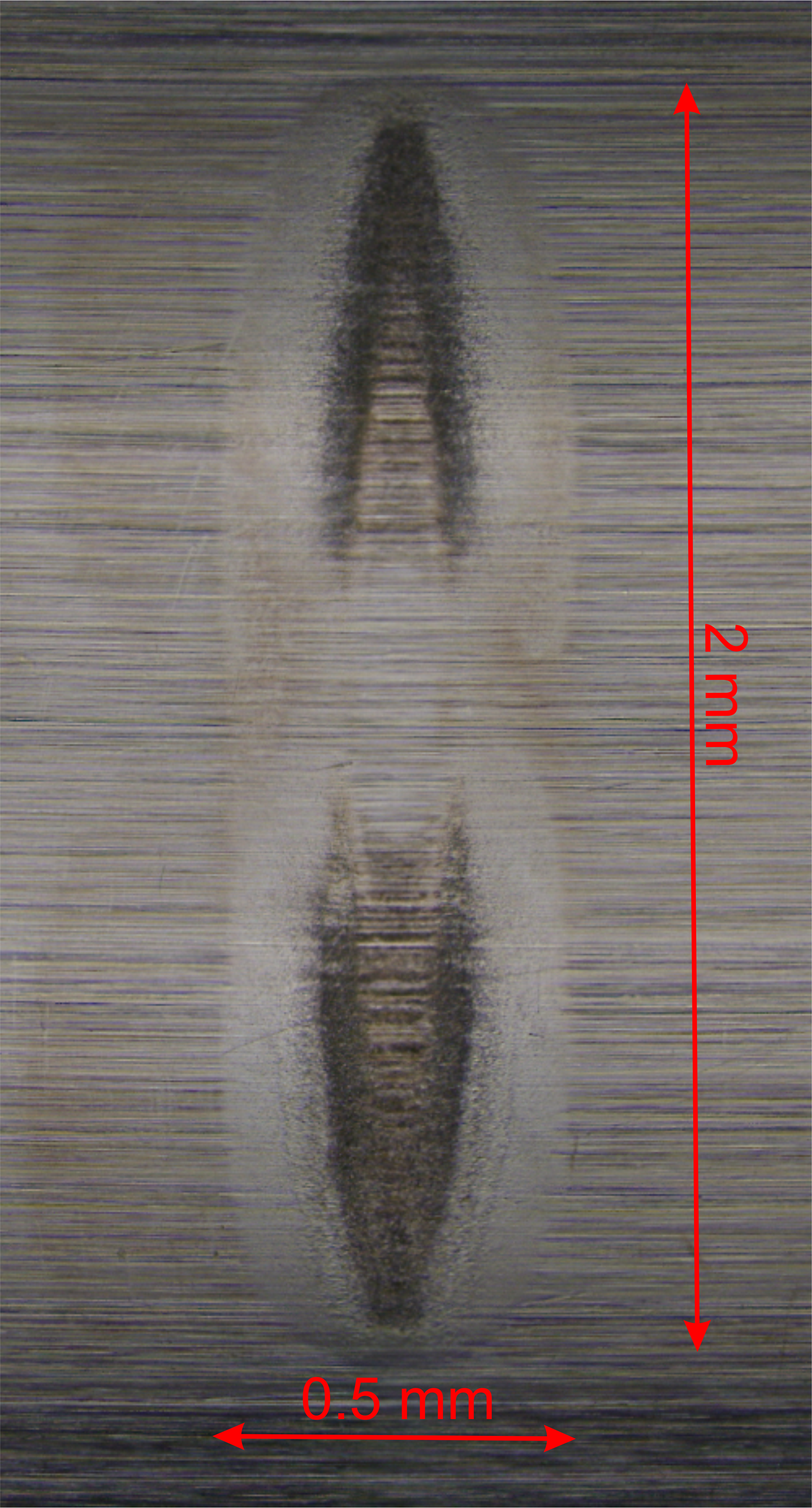
Mikroskopie einer false brinelling geschädigten Lagerlaufbahn

False Brinelling, auf Deutsch auch „Stillstandsmarkierung“, „Riffelbildung“ oder „Muldenbildung“ genannt, ist eine Verschleißerscheinung bei Wälzlagern, die durch Mikrooszillationen hervorgerufen wird. Durch Schwingungen oder elastische Verformungen werden in die Kontaktflächen zwischen Wälzkörper und Lauffläche Mikrobewegungen eingeleitet. Diese können bereits nach wenigen tausend Lastwechseln zu Schäden führen. Der weitere Betrieb kann zur Überrollung der Verschleißmarken führen und frühzeitige Ausfälle des Lagers begünstigen. Die Mikrobewegungen werden beispielsweise durch Maschinen- und Aggregatschwingungen, aber auch durch fahrdynamische Effekte straßen- und schienengebundener Transportmittel initiiert. Stark von dieser Schadensform sind Blattlager in Windkraftanlagen betroffen. Allgemein treten kritische Betriebszustände aber auch bei Lagerungen auf, die durch Nebenaggregate, Verbrennungsmotoren, Hydraulikaggregate oder ähnliches zu Schwingungen angeregt werden (z. B. Baumaschinen, Pumpen, Radlager usw.).

## Stand der Technik
Es ist bekannt, dass fettgeschmierte Lagerungen gegenüber Stillstandsmarkierungen anfälliger sind als ölgeschmierte, was die Schlussfolgerung nahelegt, dass das Nachfließverhalten einen großen Einfluss auf die Entstehung hat. Darüber hinaus wurde auch der Einfluss verschiedener Parameter, wie unter anderem die Größe der Schwenkamplitude, die Schwenkfrequenz, die Anzahl der Schwenkzyklen sowie die Belastungssituation erforscht.
Die Unterscheidung zwischen False Brinelling und Fretting Corrosion (Reibverschleiß) gestaltet sich schwierig. Im Wesentlichen tritt False Brinelling auf, wenn sich Schmierstoff im Kontaktbereich befindet, Fretting Corrosion tritt unter trockenen Kontaktbedingungen auf. Der Schmierungszustand wird stark von den Kontakt- und Betriebsbedingungen und der Anzahl der Schwenkzyklen beeinflusst.

## Begriffsdefinition
Der Begriff False Brinelling leitet sich von der Härteprüfung nach Brinell ab, die vom schwedischen Ingenieur Johan August Brinell im Jahre 1900 entwickelt und auf der Weltausstellung in Paris präsentiert wurde. Unter „Brinelling“ versteht man also eine über die Elastizitätsgrenze hinausgehende Überbelastung des Wälzkontaktes. Diese kann beispielsweise bei einer einmaligen Stoß- oder Schlagbelastung entstehen.
Der Begriff des „False Brinellings“ wurde aufgrund der häufig falschen Deutung von muldenartigen Vertiefungen in den Laufflächen von Wälzlagern geprägt. Das Instandhaltungspersonal hat solche Vertiefungen häufig auf eine rein mechanische Überbelastung zurückgeführt, obwohl es sich um eine tribologisch induzierte Schädigung handelt. Im großen Stil traten False-Brinelling-Schäden erstmals beim Schifftransport von PKW nach Amerika auf. Neue Fahrzeuge zeigten bereits beim Entladen vom Schiff Radlagerschäden. Die zyklische Schwingungsanregung durch die langsam laufenden Dieselmotoren und die relativ schlechte Dämpfung auf den Transportdecks hatte ausgereicht, um bleibende Schädigungen in den Laufflächen der Radlager zu erzeugen.

Eine typische Schädigung (Kalotte) eines Kugellagers lässt sich in drei Bereiche aufteilen: In der Mitte der Markierung ist ein Bereich, der trotz der Mikrobewegungen infolge der hohen Belastung und Haftreibung keinerlei Relativbewegung erfährt und somit auch nicht geschädigt wird. An diesen Bereich schließt sich scharf abgegrenzt der stark geschädigte Bereich an, in dem es zu Gleitbewegungen unter relativ hoher Pressung zwischen den Reibpartnern kommt. Ein dritter, ebenfalls klar abgegrenzter Bereich kann als Einflusszone bezeichnet werden. In diesem Bereich kommt es auch zu Gleitbewegungen. Die Pressungen sind aber so gering, dass keine signifikante Schädigung auftritt. 

False-Brinelling Markierung mit Haft- und Mikrogleitzone

## Ursachen für die Entstehung der Stillstandmarkierungen
Als mögliche Ursachen für die Entstehung der Stillstandsmarkierungen kommen verschiedene Mechanismen in Frage:
Zum einen schieben die Mikrobewegungen unter hoher Last den Schmierstoff regelrecht aus der Reibstelle heraus; es kommt zu Mangelschmierung. Daneben regen diese Mikrobewegungen die Oberflächen (speziell die kontaktierenden Mikrokontakte an den Rauheitsspitzen) energetisch an. Dies führt zu chemischen Reaktionen bis in einige Nanometer Tiefe. Dieser Teil der Schädigung korreliert mit dem Wissen zur tribochemischer Reaktion (Passungsrost).
In der Folge der genannten Schädigungsmechanismen kommt es zur Bildung von Verschleißpartikeln und Reaktionsprodukten, die aufgrund der fehlenden „echten“ Relativbewegung kaum aus der Reibstelle austreten können und so zu abrasivem Verschleiß führen. Dies korreliert zum Beispiel mit der Entstehung von Passungsrost (Tribochemische Korrosion) und führt in aller Regel zu einem progressiven Schadensverlauf und zu tiefen Mulden, die die ursprünglichen Schadensmechanismen nicht mehr erkennen lassen. Im weiteren Schadensverlauf und bei der Rotationsbewegung des Lagers überlagern sich weitere Verschleißmechanismen und verschleiern die wahren Entstehungsursachen.

## Simulation von False Brinelling

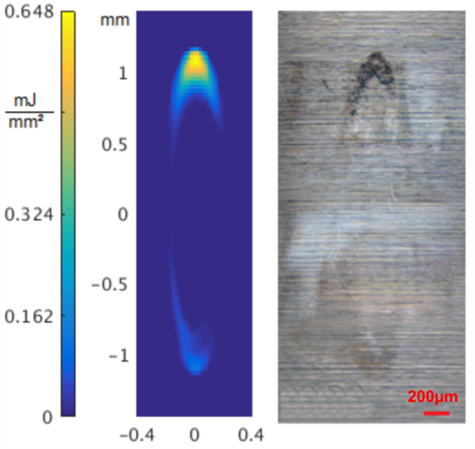
Vergleich der simulierten Reibarbeitsdichte mit Verschleiß der Lagerlaufbahn (trockene Anwendung)

Die Simulation von False Brinelling ist mit Hilfe der Finite-Elemente-Methode möglich. Für die Simulation werden die relativen Verschiebungen (Schlupf) zwischen Wälzkörper und Laufbahn, sowie die Pressung im Wälzkontakt ermittelt. Zum Vergleich zwischen Simulation und Experimenten wird die Reibarbeitsdichte verwendet, welche das Produkt aus Reibkoeffizienten, Schlupf und Pressung darstellt. Die Simulationsergebnisse können genutzt werden um kritische Anwendungsparameter zu ermitteln oder um die Schadensmechanismen zu erklären.

## Vermeidung von Stillstandmarkierungen
Aktuelle Forschungsarbeiten zielen darauf ab, wie man die Entstehung von Stillstandmarkierungen durch den Einsatz geeigneter Schmierstoffe, Werkstoffe und Oberflächenverfahren verhindern kann. Bisher hat sich aber gezeigt, dass gute Schmierstoffe den Schadensfortschritt zwar eindämmen können; eine vollständige Verhinderung des Schadens, bei kritischen Betriebszuständen ist aber bisher anscheinend nicht möglich. Allerdings können kritische Betriebszustände mit Hilfe spezieller Simulationsmodelle identifiziert werden.
Relativ sicher lässt sich der Schaden vermeiden, wenn man dafür sorgt, dass die gefährdeten Lager regelmäßig weiterbewegt werden. Bei großen Maschinentransporten werden hierzu Hilfsantriebe angebracht, die in definierten Zeitintervallen dafür sorgen, dass die Lager verdreht werden.